# Лора Бертрам
Лора Морін Бертрам (англ. Laura Maureen Bertram, нар. 5 вересня 1978) — канадська актриса, відома за виконання ролі Тренс Джеміні у т/с Андромеда.

## Життєпис
Бертрам народилася в Торонто, Онтаріо та живе у Ванкувері, Британська Колумбія. Вона здобула ступінь з історії у Гвельфському університеті. У неї є дві молодші сестри — Хезер (нар. 1981) і Дженніфер (нар. 1984), які також актриси. У 1997 р. Бертрам була керамічним інструктором у Таборі Кілько. Вона також співала у канадському дитячому оперному хорі.
Працювала офіціанткою та в магазині сноубордів під час навчання в університеті.
Її ролі включають серіали Готові чи ні, Чи боїшся ти темряви?, Сезони кохання. Славу актрисі принесли т/с Андромеда, де вона зіграла Тренс Джеміні, фільми Ніч Твістерів і Дорога Америка: Так далеко від дому.
Бертрам є ліцензованим шкільним учителем. Крім того, вона також вчить молодих акторів на Biz Studio у Ванкувері. Дев'ять років навчалася, щоб стати балериною.

## Особисте життя
Її зріст — 1,65 м. Володіє французькою мовою.

## Фільмографія
| Рік  | Назва                      | Роль       | Примітки               |
| ---- | -------------------------- | ---------- | ---------------------- |
| 1998 | Ліквідаційний танець       |            | Короткометражний фільм |
| 2004 | 1974                       | Дівчина    | Короткометражний фільм |
| 2005 | Чашечка чаю                |            | Короткометражний фільм |
| 2008 | Control Alt Delete         | Сара       |                        |
| 2008 | Токсичні небеса            | Анна       |                        |
| 2010 | Панкін                     | Лаура Ліпі | Короткометражний фільм |
| 2010 | Недолік зброї              | Місс Еліс  |                        |
| 2011 | Подорож зі швидкістю життя | Джозі      |                        |
| 2011 | 50/50                      | Клер       |                        |
| 2012 | Випадковий акт романтики   | Холлі      |                        |

| Рік       | Назва                               | Роль                    | Примітки                              |
| --------- | ----------------------------------- | ----------------------- | ------------------------------------- |
| 1992      | Чи боїшся ти темряви?               | Аманда Камерон          | Епізод: «Казка про самотнього духа»   |
| 1993      | Сімейні фотографії                  | Ніна (12-15)            | Телефільм                             |
| 1993      | Кунг-фу: Продовження легенди        | Молода Валері           | Епізод: «Возз'єднання»                |
| 1993      | Легальна вулиця                     | Карен Брендіс           | Епізод: «Що кохання з ним робить?»    |
| 1993-1997 | Готові чи ні                        | Аманаді Зімм            | 65 епізодів                           |
| 1994      | Дорога до Авонлеа                   | Аделіна Ходжсон         | Епізод: «Хтось вірить»                |
| 1995      | Чи боїшся ти темряви?               | Лорел                   | Епізод: «Казка про таємниче дзеркало» |
| 1996      | Хлопці за наступними дверима        | Касир                   | Телефільм                             |
| 1996      | Ніч Твістерів                       | Стейсі Джонс            | Телефільм                             |
| 1996      | Гріхи тиші                          | Керрі                   | Телефільм                             |
| 1997      | Вітер за моєю спиною                | Сюзанна Нельсон         | Епізод: «Назад у мої обійми»          |
| 1997      | Швидкий трек                        | Лорі                    | Епізод: «Весела гонка»                |
| 1997      | Платина                             | Джессіка Вебб           | Телефільм                             |
| 1997      | Глибока чорна вода                  | Аврора                  | Епізод: «Аврора»                      |
| 1999      | Сезони кохання                      | Джудіт Брюстер          | Телефільм                             |
| 1999      | Дорога Америка: Так далеко від дому | Мері Дрісколл           | Короткометражний фільм                |
| 2000-2005 | Андромеда                           | Тренс Джеміні           | 103 епізоди                           |
| 2001      | Здорова їжа                         | Мелісса Грін            | Епізод: «Уроки життя»                 |
| 2006      | Вбивство у Плезант-драйв            | Джаніс II               | Телефільм                             |
| 2006      | Завуальована правда                 | Кімберлі                | Телефільм                             |
| 2006      | Перелом                             | Дружина № 1             | Короткометражне відео                 |
| 2007      | Обійми Робсона                      | Кріс Колтон             | 4 епізоди                             |
| 2008      | Весільна лихоманка                  | Тіна                    | Телефільм                             |
| 2010      | Культ                               | Діна                    | Телефільм                             |
| 2010      | Надприродне                         | Сусідка по кімнаті Корі | Епізод: «Ви не витримаєте правди»     |
| 2010      | Подарунок хорошої відьми            | Бетті                   | Телефільм                             |
| 2011      | Якось у казці                       | Донна                   | Епізод: «Це віяння тихого вітру»      |

## Нагороди
| Рік  | Нагорода | Категорія                                                                             | Продукція    | Результат |
| ---- | -------- | ------------------------------------------------------------------------------------- | ------------ | --------- |
| 1995 | Gemini   | Найкраще виконання в дитячій чи молодіжній програмі або серіалі                       | Готові чи ні | Перемога  |
| 1996 | Gemini   | Найкраще виконання в дитячій чи молодіжній програмі або серіалі                       | Готові чи ні | Номінація |
| 1998 | Gemini   | Найкраще виконання жіночої ролі в головній ролі в драматичній програмі чи мінісеріалі | Платина      | Номінація |
| 1998 | Gemini   | Найкраще виконання в дитячій чи молодіжній програмі або серіалі                       | Готові чи ні | Перемога  |
| 2003 | Лев      | Драматичний телесеріал: найкраще виконання — жіноча роль                              | Андромеда    | Номінація |